# Condylostylus filipenicillatus
Condylostylus filipenicillatus är en tvåvingeart som först beskrevs av Günther Enderlein 1912.  Condylostylus filipenicillatus ingår i släktet Condylostylus och familjen styltflugor. Inga underarter finns listade i Catalogue of Life.